# Тау Ноль
Тау Ноль (англ. Tau Zero; другое название — «Когда замирает время») — фантастический роман американского фантаста Пола Андерсона. Написан в 1970 году на основе более ранней повести «Пережить вечность» (англ. To Outlive Eternity), опубликованной в журнале Galaxy Science Fiction в 1967 году. В книжном варианте роман был опубликован в 1970 году. Особенность романа — правдоподобие с точки зрения физики и астрономии, что позволяет отнести его к так называемой «твёрдой» научной фантастике.
Роман был номинирован на получение премии Хьюго в номинации «Лучший роман» в 1971 году, но уступил роману Ларри Нивена Мир-Кольцо.

## Сюжет
Недалёкое будущее. После ядерной войны ведущей мировой державой стала Швеция. Люди начали колонизировать космос, но полёты между звёздами занимают десятки лет. Благодаря релятивистскому замедлению времени внутри корабля время течёт медленнее. Чем ближе скорость полёта к скорости света, тем ниже коэффициент «тау» (который и дал название роману). Чем ниже тау, тем больше масса корабля и замедление времени. Поэтому при скорости, очень близкой к скорости света, нескольким минутам внутрикорабельного времени могут соответствовать несколько миллионов лет в окружающей Вселенной.
Корабль «Леонора Кристин» отправляется к Бете Девы. Экипаж корабля из 50 человек разных национальностей (25 мужчин и 25 женщин), должен основать колонию на пригодной для жизни планете этой звезды. Двигатель корабля перерабатывает в топливо встречающиеся в космосе молекулы водорода, так что столкновение с ними только повышает скорость корабля. Поэтому «Леонора Кристина» теоретически может ускоряться до скоростей, сколь угодно близких к световой.
Предполагалось, что полёт займёт 5 лет с учётом разгона и торможения, но на втором году «Леонора Кристина» столкнулась с незамеченной ранее туманностью. Столкновение приводит к поломке системы торможения. Выйти в космос для её починки невозможно, поскольку работающий двигатель создаёт радиационное поле, которое тотчас погубит ремонтную бригаду. Отключить двигатель невозможно, поскольку он создаёт защитное поле. Экипаж решает отправиться за пределы семейства галактик, где плотность вещества намного ниже, и там починить устройство торможения. Поскольку всё это время «Леонора Кристина» будет только ускоряться, полёт за пределы семейства галактик займёт всего несколько лет.
Корабельному констеблю Чарльзу Реймонту и его помощникам удаётся поддерживать дисциплину, сплачивать людей и вдохновлять их к работе.
Однако когда «Леонора Кристина» вышла за пределы семейства, оказалось, что плотность межгалактического вещества всё ещё слишком высока, и необходим выход за пределы ещё более крупного образования — клана, охватывающего несколько галактических семейств. Только там инженеры смогли выйти в космос и починить систему торможения. Но теперь оказалось, что плотность вещества вокруг корабля слишком низка для торможения. Было принято решение продолжать путешествие до тех пор, пока «Леонора Кристина» опять не войдёт в более плотные районы. Но поскольку за это время во Вселенной прошли десятки миллиардов лет, Вселенная вокруг корабля начала умирать — звёзды завершали свою эволюцию, галактики гасли, а новые уже не появлялись.
Реймонт единственный не падает духом и предлагает дождаться начала следующего космического цикла (предсказанного сжатия и расширения Вселенной). Экипаж дожидается нового Большого взрыва, во время которого Вселенная образовалась заново. Галактики разлетаются по Вселенной, и «Леонора Кристин» может догнать некоторые из них. Поскольку время дорого, учёные призывают Реймонта сделать выбор, который оказывается удачным. Астронавты основывают колонию на новой планете, но Реймонт не желает пользоваться завоёванным авторитетом и отказывается от возможности стать правителем колонии.

## Происхождение названия
Название романа происходит от значения множителя сжатия времени «тау» ({\displaystyle \tau }), где {\displaystyle \tau ={\sqrt {1-v^{2}/c^{2}}}}, где {\displaystyle v} — скорость движения тела, а {\displaystyle c} — скорость света. Умножив количество времени, прошедшего на Земле, на величину «тау» для некой заданной скорости, можно вычислить количество времени, прошедшего на борту космического корабля, движущегося с данной скоростью. Андерсон, таким образом, пишет: «чем больше скорость корабля стремится к скорости света, тем больше „тау“ стремится к нулю», и тем больше времени проходит вне корабля по отношению ко времени внутри него. Корабль в романе должен был достичь величины «тау», равной 0,015, но, поскольку он продолжал ускоряться за рамками заданного расписания, «тау» уменьшалась всё больше.
Данное использование «тау» в некотором роде является исключительным. В физике более привычно использование «тау» для определения «полного», истинного времени. Так, Андерсоновский «коэффициент „тау“» мог бы условно быть записан как {\displaystyle {\operatorname {d} \!{\tau } \over \operatorname {d} \!t}}. Физики также предпочитают использовать коэффициент «гамма» ({\displaystyle \gamma }) для определения так называемого лоренц-фактора для «растяжения времени», который в терминологии Андерсона выглядел бы как {\displaystyle {\frac {1}{\tau }}}.